# Dick Gaughan
Pour les articles homonymes, voir Gaughan.
Richard Peter Gaughan généralement connu sous le nom de Dick Gaughan, né le 17 mai 1948 à Glasgow, est un musicien écossais, chanteur et auteur-compositeur, en particulier de chansons folkloriques et de révolte sociale.

## Biographie
Gaughan est né à l'hôpital Glasgow Royal Maternity Hospital (en) à Glasgow, quand son père travaillait à Glasgow en tant que mécanicien.